# Bahnhof Wisła Głębce
Der Bahnhof Wisła Głębce ist ein Bahnhof der polnischen Stadt Wisła in den Schlesischen Beskiden. Er ist der südlichste Bahnhof der Bahnstrecke Goleszów–Wisła Głębce. Er wurde am 11. September 1933 in Betrieb genommen. Im Streckenverlauf liegt unmittelbar vor dem Bahnhof die Eisenbahnbrücke Głębce.
Am Bahnhof wurde ein Backsteingebäude mit Warteraum und Fahrkartenausgabe errichtet. Im ersten Stock befand sich die Wohnung des Bahnhofsvorstehers, auf der Seite der Bahnsteige befand sich der Warteraum. Neben dem Bahnhof stand eine Lagerhalle mit Rampe, die nach dem Zweiten Weltkrieg abgerissen wurde.
Am 1. März 2010 wurde der Fahrkartenverkauf eingestellt. 2015 wurde das Gebäude renoviert.
Der Bahnhof verfügt über drei niedrige Bahnsteige, davon ein Inselbahnsteig. Von den vier Gleisen enden zwei mit einem Prellbock, während die anderen beiden weiter nach Süden führen und dort eine Weichenverbindung haben. Das Gleis war für eine Erweiterung der Strecke über Istebna und Koniaków nach Zwardoń geplant.
Im Laufe der Jahre wurde der Bahnhof mehrfach umbenannt:
- Głębce (1933–1937)
- Wisła Głębce (1937–1939)
- Weichsel Glembce (1939–1943)
- Weichsel Glebce (1943–1945)
- Wisła Głębce (1945–)

## Betrieb
Die Strecke wurde bis 2012 von der früheren Tochtergesellschaft der Polskie Koleje Państwowe (PKP), der Przewozy Regionalne betrieben. Heute fahren Züge der regionalen Bahngesellschaft Koleje Śląskie.

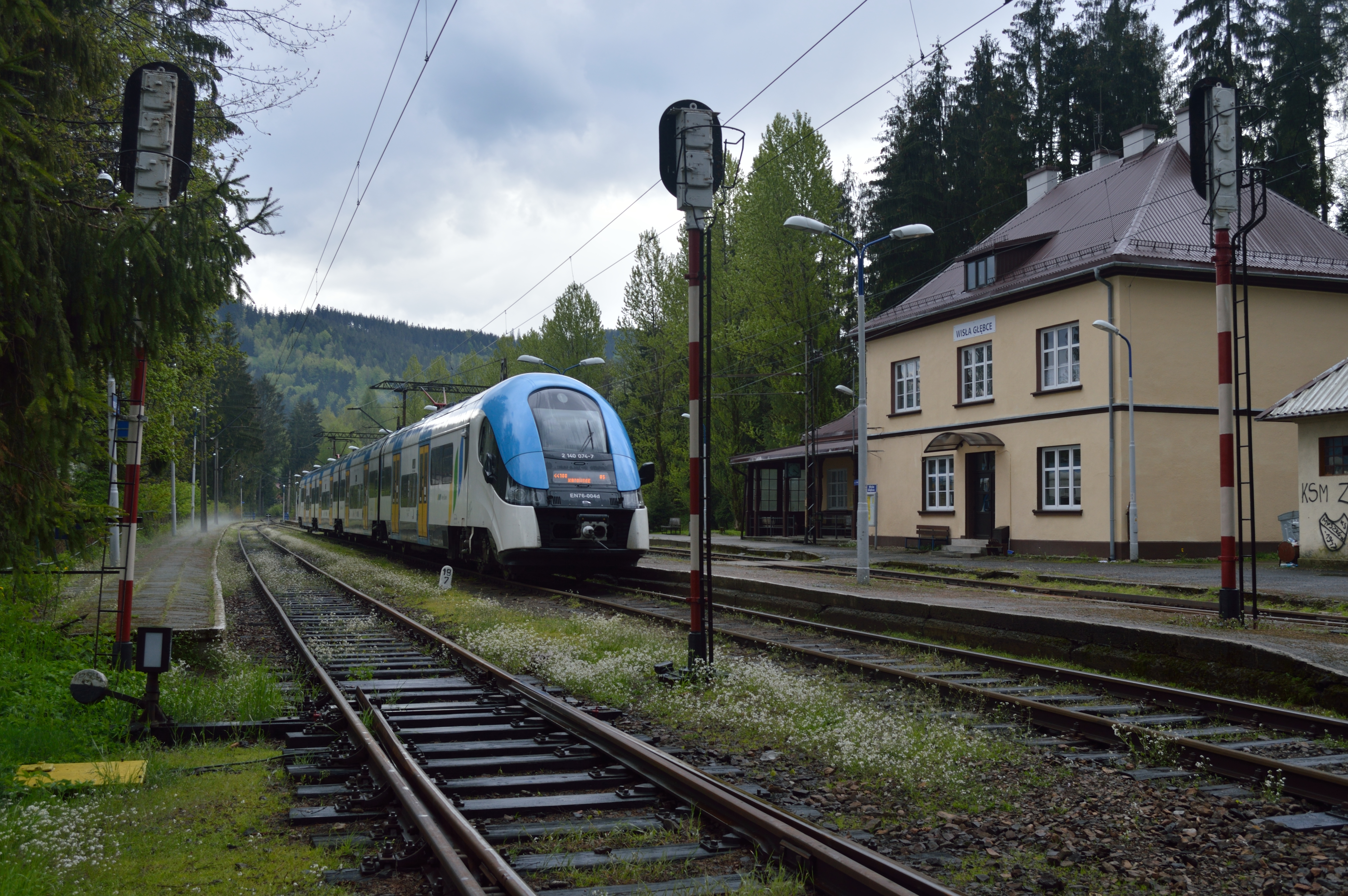
EN76 der Koleje Śląskie (2016)
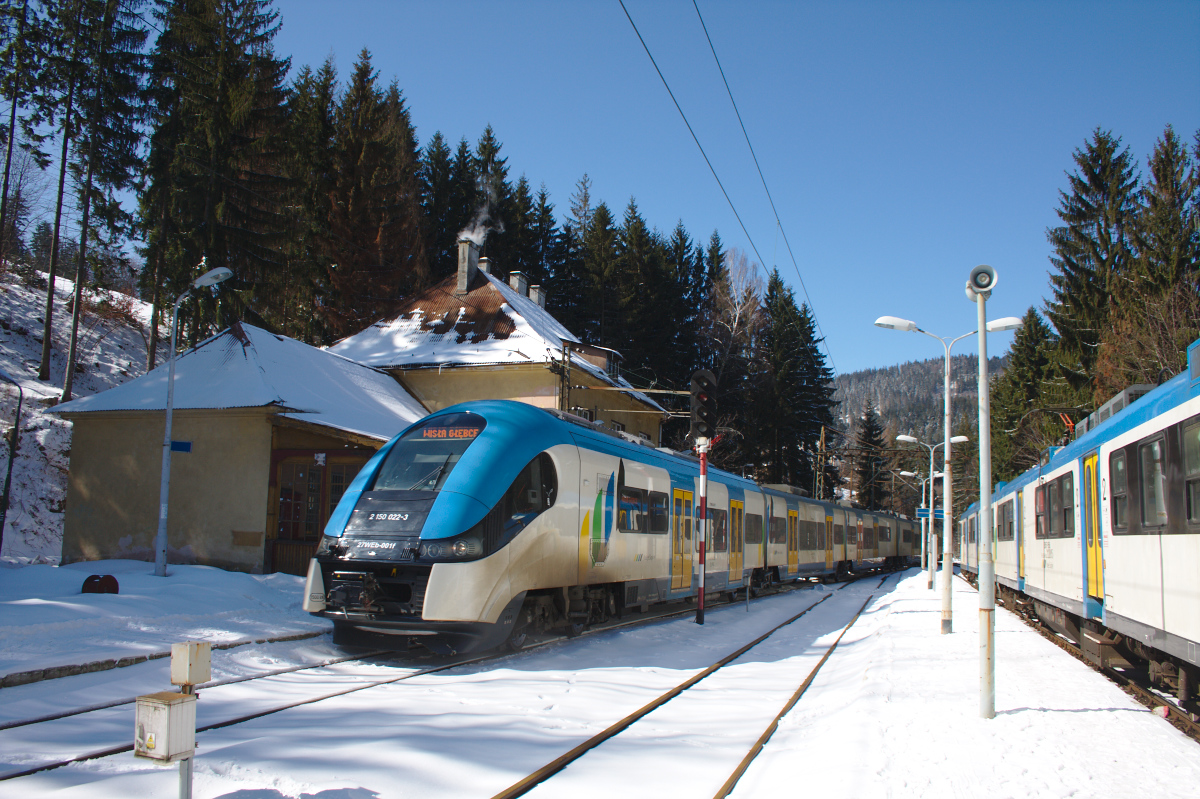
27WEb (Pesa Elf) der Koleje Śląskie (2013)
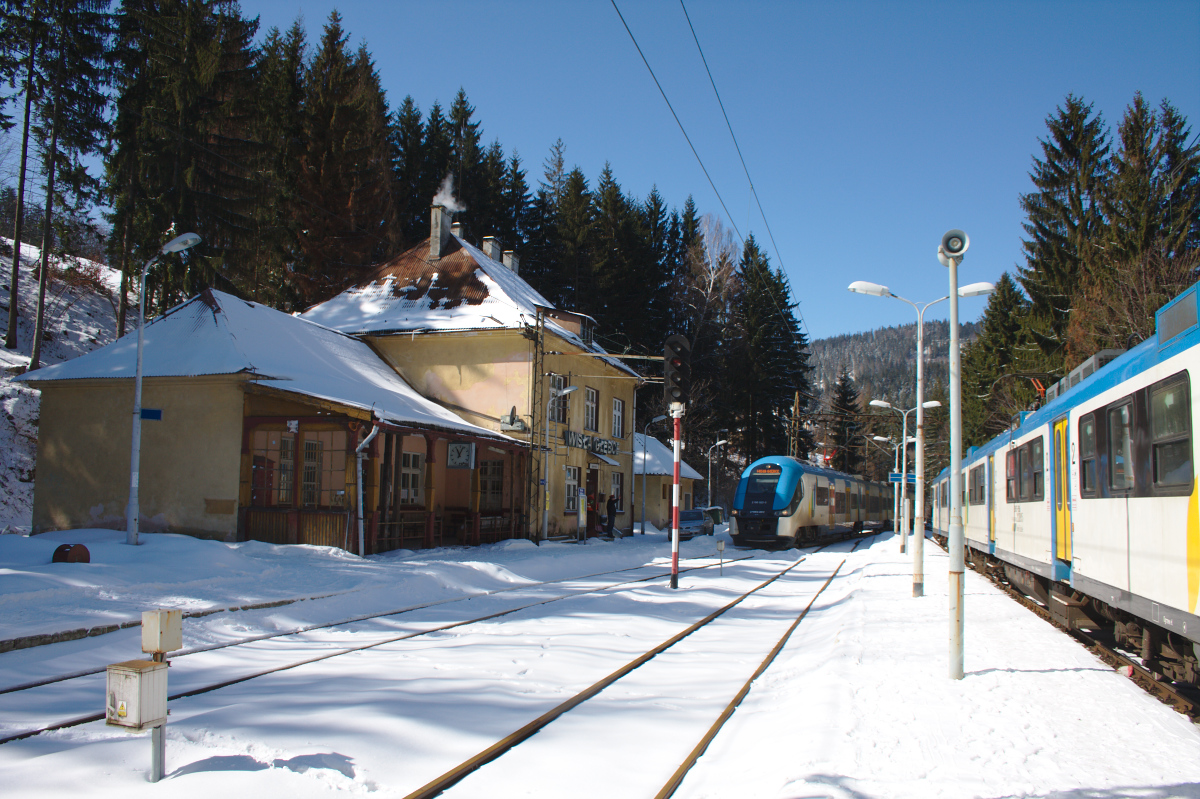
Wisła Głębce (2013)